# Relaciones Estados Unidos-Guyana
Las relaciones Estados Unidos-Guyana son las relaciones diplomáticas entre Estados Unidos y Guyana.

## Historia
La política de los Estados Unidos hacia Guyana busca desarrollar instituciones, leyes y prácticas políticas sólidas, sostenibles  y democráticas; apoyar el crecimiento económico y el desarrollo; y promover la estabilidad y la seguridad. Durante los últimos años de su administración, el presidente Hoyte buscó mejorar las relaciones con los Estados Unidos como parte de la decisión de mover a su país hacia una verdadera falta de alineación política. Las relaciones también mejoraron gracias a los esfuerzos de Hoyte por respetar los derechos humanos, invitar a observadores internacionales para las elecciones de 1992 y reformar las leyes electorales. Los Estados Unidos también acogieron con satisfacción la reforma económica y los esfuerzos del gobierno de Hoyte, que estimularon la inversión y el crecimiento. Las elecciones democráticas de 1992 y la reafirmación de Guyana de políticas económicas sanas y el respeto por los derechos humanos han beneficiado las relaciones entre los Estados Unidos y Guyana. En los sucesivos gobiernos de APP, Estados Unidos y Guyana continuaron mejorando las relaciones. El presidente Cheddi Jagan estaba comprometido con la democracia, adoptó más políticas de libre mercado y buscó el desarrollo sostenible para el medio ambiente de Guyana. El presidente Bharrat Jagdeo continúa en ese camino, y Estados Unidos mantiene relaciones positivas con el gobierno actual.
En un esfuerzo por combatir la propagación del VIH / SIDA en la República Cooperativa de Guyana, los [Centros para el Control y la Prevención de Enfermedades] (CDC) de los Estados Unidos abrieron una oficina en la Embajada de los Estados Unidos en 2002. En enero de 2003, The La República Cooperativa de Guyana fue nombrada como uno de los dos únicos países en el Hemisferio Occidental que se incluirán en el Plan de Emergencia del Presidente Bush para el Alivio del SIDA. CDC, en coordinación con la Agencia de los Estados Unidos para el Desarrollo Internacional (USAID) administra un programa multimillonario de cinco años de educación, prevención y tratamiento para las personas infectadas y afectadas por la enfermedad. La República Cooperativa de Guyana fue un país umbral en el programa de desarrollo de la Cuenta del Desafío del Milenio.
Los equipos militares y de ingeniería militar de los Estados Unidos continúan realizando ejercicios de capacitación en Guyana, cavando pozos, construyendo escuelas y clínicas, y brindando tratamiento médico.

## Activismo político dentro de Guyana
Hay un partido político activo a lo largo de un movimiento civil en Guyana que aboga por lazos más profundos entre los Estados Unidos y Guyana, que buscan convertirse en un territorio de los Estados Unidos o que ingresan a su estado similar a Puerto Rico. Incluso una posible estadidad ha sido formulada como un objetivo final. Citando entre muchos otros factores, la emigración de los guyaneses a los EE. UU. y los estrechos vínculos que surgieron a partir de ellos social y económicamente, se estableció una presencia en Internet y ha estado en funcionamiento durante varios años proporcionando información detallada sobre la emigración y otros hechos relacionados con el actual estado guyanés. .

## Misiones diplomáticas

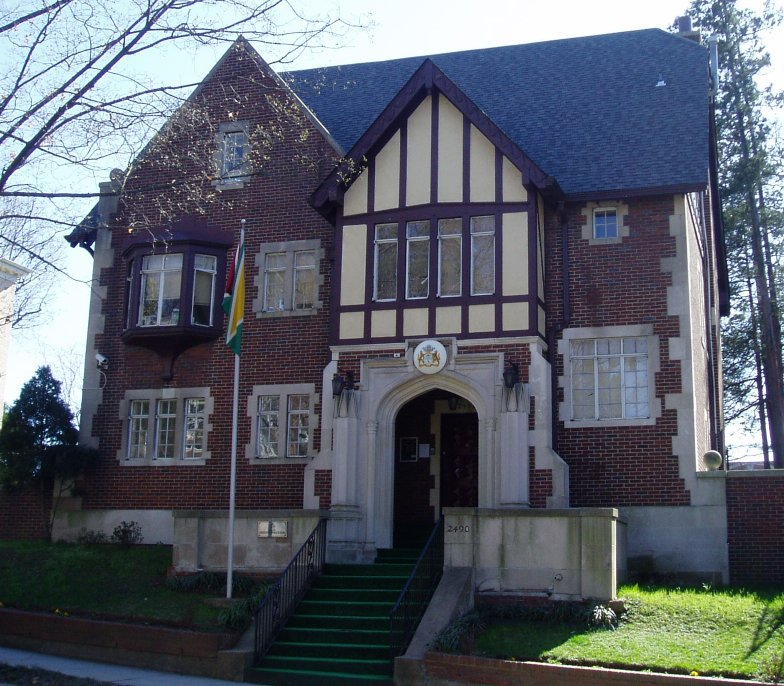
Embajada de Guyana en Washington D. C.

- Estados Unidos tiene una embajada en Georgetown.
- Guyana tiene una embajada en Washington D. C.